# مجهر إلكتروني ماسح

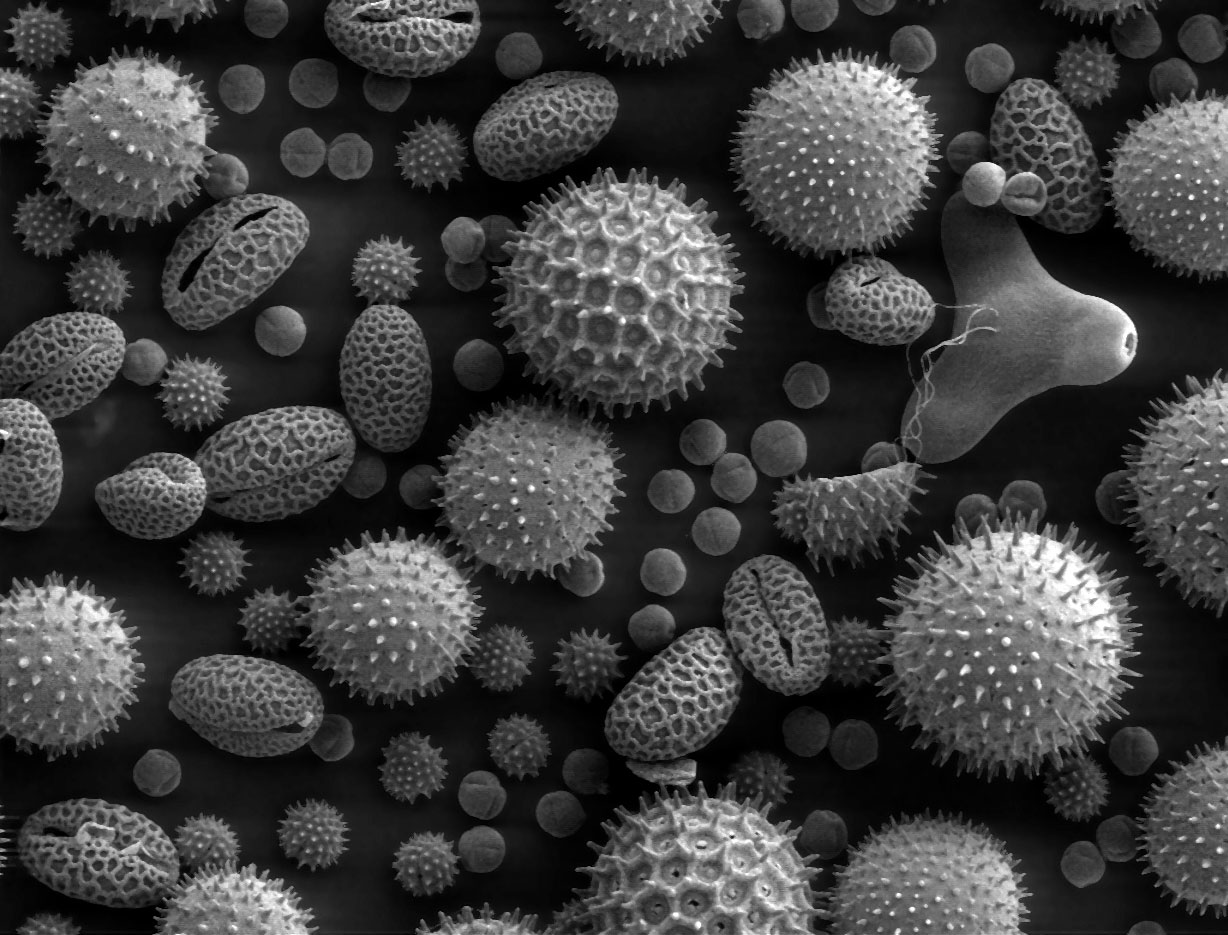
تُظهر صورة حبيبات حبوب اللقاح التي تم التقاطها على مجهر إلكتروني ماسح.

المجهر الإلكتروني الماسح(SEM) هو نوع من أنواع المجاهر الإلكترونية التي تنتج صور عينة عن طريق مسح ذلك مع شعاع مركز من الإلكترونات. تتفاعل الإلكترونات مع الذرات في العينة، وتنتج إشارات مختلفة تحتوي على معلومات حول تضاريس السطح وتكوينه. يتم مسح شعاع الإلكترون بشكل عام باستخدام المسح النقطي ويتم الجمع بين موقع الشعاع مع الإشارة لإنتاج صورة. يمكن تحقيق فصل أفضل من 1 نانومتر. ويمكن مشاهدة العينات في فراغ عال، في فراغ منخفض، في ظروف رطبة (في المجهر الإلكتروني الماسح البيئي)، وفي مجموعة واسعة من درجات الحرارة المنخفضة جدًا أو المرتفعة. إن أسلوب المجهر الإلكتروني الماسح الأكثر شيوعًا هو الكشف عن الإلكترونات الثانوية المنبعثة من ذرات مثارة بواسطة شعاع الإلكترون. يعتمد عدد الإلكترونات الثانوية التي يمكن اكتشافها، من بين أمور أخرى، على تضاريس العينة. عن طريق مسح العينة وجمع الإلكترونات الثانوية التي تنبعث باستخدام كاشف خاص، يتم إنشاء صورة عرض تضاريس السطح.
في الأجهزة التناظرية، يتم مسح شعاع الإلكترونات عبر العينة في المسح النقطي بواسطة لفائف المسح الضوئي. ويشبه نمط المسح النقطي الناتج عن ذلك النمط المستعمل في أنبوب أشعة الكاثود لنظام التلفزيون بحيث تقوم الإلكترونات بالتالي:
1. تجتاح السطح خطيا في الاتجاه السيني.
2. تعود إلى نقطة البداية.
3. تتجه في اتجاه محور الصادات بواسطة أداة قياسية.

## التاريخ
قدم ماكمولان سرداً لتاريخ المجهر الإلكتروني الماسح. على الرغم من أن ماكس كنول أنتج صورةً أبعادها 50 ملم تُظهر تباين القنوات باستخدام ماسح شعاع الإلكترون،  إلا أن مانفريد فون آردنهو من كان اخترع عام 1937  ميكروسكوباً حقيقياً بدرجة تكبير عالية، عن طريق مسح نقطية صغيرة جداً بشعاع إلكتروني دقيق التركيز. طبّق آردين مبدأ المسح ليس فقط للحصول على التكبير فحسب بل أيضاً للتخلص عن قصد من الزيغ اللوني. كما ناقش أساليب الكشف المختلفة وإمكانيات ونظريات المجهر الإلكتروني الماسح، مه بناء أول مجهرإلكتروني ماسح عالي التكبير. كما قدّمت أعمال أخرى نفّذتها مجموعة فلاديمير زوريكين، تلتها مجموعات عمل في كامبريدج في عقد الخمسينيات وأوائل عقد الستينيات، بقيادة تشارلز أوتالي، أدت جميعها في نهاية الأمر إلى تسويق أول أداة في السوق بواسطة شركة كامبريدج للأدوات العلمية باسم «ستيريوسكان» عام 1965، وقد تمّ تسليمها إلى شركة دو بونت.

## المبادئ والقدرات
تنتج الإشارات التي يستخدمها المجهر الإلكتروني الماسح لإنتاج صورة عن تفاعلات الشعاع الإلكتروني مع الذرات على أعماق مختلفة داخل العينة. تُنتج أنواع مختلفة من الإشارات تتضمن الإلكترونات الثانوية (إس إي) والإلكترونات المنعكسة أو المبعثرة المرتدة (بي إس إي)، والأشعة السينية المميزة والضوء (التوهج الكاثودي) (سي إل)، والتيار الممتص (تيار العينة)، والإلكترونات المنقولة. تُعد أجهزة الكشف الإلكترونية الثانوية معدات قياسية في جميع المجاهر الإلكترونية الماسحة، ولكن من النادر أن يكون لآلة واحدة أجهزة كشف لجميع الإشارات المحتملة الأخرى.
تحتوي الإلكترونات الثانوية على طاقات منخفضة للغاية بقيمة 50 إلكترون فولط، ما يحد من متوسط مسارها الحر في المادة الصلبة. ونتيجةً لذلك، لا تستطيع الإلكترونات الثانوية سوى الهروب من النانومترات القليلة العلوية لسطح العينة. تميل الإشارة الصادرة عن الإلكترونات الثانوية إلى أن تكون موضعية للغاية عند نقطة تأثير شعاع الإلكترون الأولي، ما يجعل من الممكن جمع صور لسطح العينة بدقة أقل من 1 نانومتر. الإلكترونات المبعثرة المرتدة (بي إس إي) هي إلكترونات شعاعية تنعكس من العينة عن طريق الانتثار المرن. إنها تظهر من مواقع أعمق داخل العينة، ومن ثم فإن دقة الصور بالإلكترونات المبعثرة المرتدة أقل من دقة الصور بالإلكترونات الثانوية. ومع ذلك، غالبًا ما تُستخدم الإلكترونات المبعثرة المرتدة في المجهر الإلكتروني الماسح التحليلي، إلى جانب الأطياف المصنوعة من الأشعة السينية المميزة، لأن شدة إشارة الإلكترونات المبعثرة المرتدة ترتبط ارتباطًا وثيقًا بالعدد الذري (Z) للعينة. قد توفر الصور بالإلكترونات المبعثرة المرتدة معلومات حول توزيع العناصر المختلفة في العينة، لا عن تماثلها. في العينات التي تتكون في الغالب من عناصر خفيفة، مثل العينات البيولوجية، يمكن للتصوير بالإلكترونات المبعثرة المرتدة أن يصور وسمات مناعية بالذهب الغرواني بقطر 5 أو 10 نانومتر، والتي سيكون من الصعب أو المستحيل اكتشافها في صور الإلكترونات الثانوية. تنبعث الأشعة السينية المميزة عندما يزيل شعاعُ الإلكترون غلافَ التكافؤ الداخلي من العينة، ما يتسبب بإلكترون بمستوى طاقة أعلى لملء الغلاف وإطلاق الطاقة. يمكن قياس الطاقة أو الطول الموجي لهذه الأشعة السينية المميزة بواسطة مطيافية تشتت الطاقة بالأشعة السينية أو مطيافية تشتت طول الموجة بالأشعة السينية، وتُستخدم لتحديد العناصر في العينة وقياس وفرتها وتحديد توزيعها.
نظرًا إلى شعاع الإلكترون الضيق جدًا، تتمتع الصور المجهرية للمجهر الإلكتروني الماسح بعمق كبير في المجال، ما يعطي مظهرًا مميزًا ثلاثي الأبعاد مفيدًا لفهم البنية السطحية للعينة. يتجلى ذلك في صورة مجهرية لحبيبات لقاح الموضحة أعلاه. هناك مجموعة واسعة من التكبيرات ممكنة، من 10 مرات تقريبًا (ما يعادل عدسة يدوية قوية تقريبًا) إلى أكثر من 500,000 مرة، أي نحو 250 ضعف حد التكبير لأفضل المجاهر الضوئية.

## تحليل الحقن الشعاعي لأشباه الموصلات
إن طبيعة مِسبار المجهر الإلكتروني الماسح، الإلكترونات النشطة، تجعله مناسبًا بشكلٍ فريد لفحص الخصائص البصرية والإلكترونية لمواد أشباه الموصلات. سوف تحقن الإلكترونات عالية الطاقة من شعاع المجهر الإلكتروني الماسح حاملاتِ الشحن في أشباه الموصلات. ومن ثم ستفقد إلكترونات الشعاع الطاقة عن طريق تعزيز الإلكترونات من نطاق التكافؤ إلى نطاق التوصيل، تاركةً ثقوبًا وراءها.
في مادة فجوة الحزمة المباشرة، تؤدي إعادة تركيب أزواج الثقوب الإلكترونية هذه إلى التوهج الكاثودي؛ إذا كانت العينة تحتوي على حقل كهربائي داخلي، مثل الموجود في وصلة بّي إن (وصلة الموجب والسالب)، فإن حقن حزمة المجهر الإلكتروني الماسح للحاملات يتسبب بتدفق التيار المستحث بشعاع الإلكترون (إي بي آي سي). يُشار إلى التوهج الكاثودي وَإي بي آي سي بتقنيات «حقن الشعاع»، وهي مسابير قوية جدًا للسلوك الإلكتروني الضوئي لأشباه الموصلات، وخاصةً لدراسة الميزات والعيوب النانوية.

## اقرأ أيضًا
- مجهر إلكتروني نافذ ماسح
- مجهر إلكتروني
- مجهر ليزر ماسح
- مجهر مسح نفقي